# Lucio Quinzio Cincinnato
Lucio Quinzio Cincinnato (in latino Lucius Quinctius Cincinnatus; 520 a.C. circa – 430 a.C.) è stato un politico e generale romano.
Nato prima della Res Publica, fu console nel 460 a.C. e due volte dittatore, nel 458 a.C. e nel 439 a.C. La data di nascita non è precisa, ma sappiamo da Tito Livio (IV, 13) che aveva passato gli ottant'anni quando fu proclamato dittatore per la seconda volta.

## Biografia
Cincinnato era un esponente di spicco della gens Quinctia che, anche se non facente parte delle prime gentes organizzate da Romolo, era stata cooptata a Roma all'epoca della conquista e distruzione di Alba Longa da parte dei romani di Tullo Ostilio.
(Tito Livio, Ab Urbe condita libri, I, 30., Newton & Compton, Roma, 1975, trad.: G.D. Mazzocato)
Della vita e della carriera politica di Cincinnato si hanno notizie soprattutto da Tito Livio, che ne offre una visione abbastanza neutrale, sebbene tendente all'agiografico quando lo definisce «Spes unica imperii populi romani» (“ultima speranza per l’autorità del popolo romano”) (III,26).
Il primo Quinctius salito al rango di console a Roma fu Tito Quinzio Barbato, negli anni 471 a.C., 468 a.C. e 465 a.C.; era il fratello di Lucio Quinzio Cincinnato (cognomen che significa "Riccioluto"). Certamente il fatto che Quinzio Barbato fosse assurto al rango consolare facilitò l'ascesa politica di Cincinnato, che a sua volta fu scelto tre volte dai romani come guida dello Stato.

## Consul Suffectus

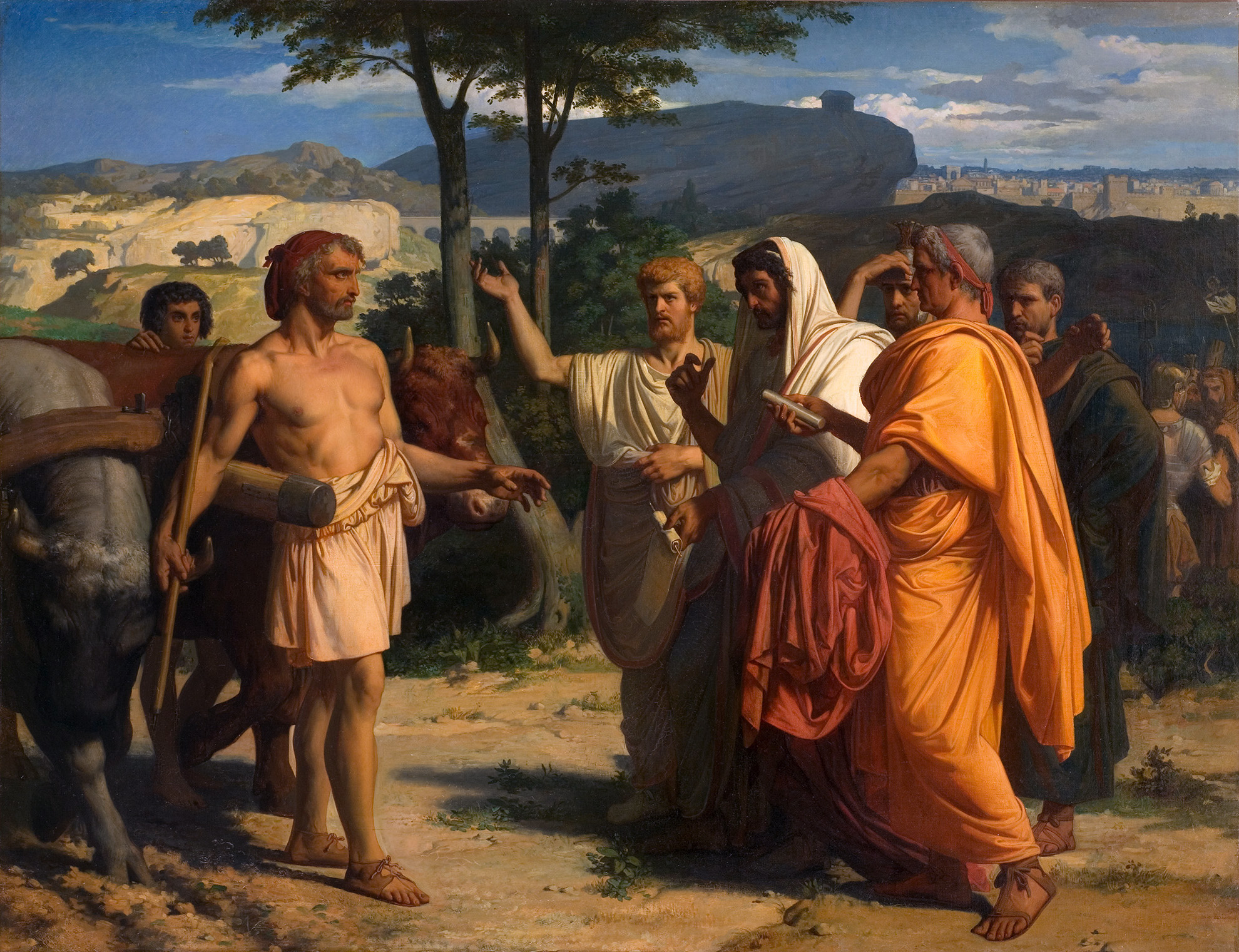
Cincinnato riceve i deputati del Senato, di Alexandre Cabanel (1843).

La prima elezione di Cincinnato ai massimi livelli politici avvenne nel 460 a.C., quando Lucio Quinzio fu eletto consul suffectus (supplente) in sostituzione del console Publio Valerio Publicola, che era caduto durante la riconquista del Campidoglio occupato dai ribelli guidati da Appio Erdonio.
Secondo gli annalisti, Cincinnato si era dedicato ad una vita di agricoltura e sapeva che la sua partenza poteva rendere povera la sua famiglia se in sua assenza i raccolti non fossero stati curati.

Viceversa secondo Tito Livio, lo storico padovano del I secolo, Lucio Quinzio si era visto costretto in un podere di quattro iugeri fuori Roma e oltre il Tevere, i Prata Quinctia, perché gli erano rimaste le sole inalienabili terre di famiglia; aveva dovuto vendere tutti i suoi beni per pagare una pesante cauzione. Il figlio, Cesone Quinzio, dopo un processo per omicidio (in realtà un processo politico) basato sulla testimonianza dell'ex tribuno della plebe Marco Volscio Fittore, aveva scelto la fuga in Etruria, con ciò costringendo il padre a risarcire i mallevadori.
Cincinnato fu eletto suffectus nel dicembre del 460 a.C. e la maggioranza dei senatori (patrizi, quindi) si era battuta per questo. I plebei erano intimoriti dal fatto di vedere al rango consolare una persona che nutriva un risentimento contro di loro per l'esilio di Cesone Quinzio e per la situazione finanziaria del padre Lucio. Cincinnato eletto difese il figlio Cesone, attaccando i tribuni della plebe per i loro atteggiamenti quasi da "re" e arringando il Senato che permetteva quel lassismo nei costumi. Il tribuno della plebe Aulo Virginio, che aveva organizzato il processo a Cesone, fu pesantemente attaccato e paragonato al nemico interno Appio Erdonio.
Inoltre Cincinnato informò il popolo romano che assieme al collega stava organizzando la guerra ai loro nemici, gli Equi e i Volsci. All'obiezione dei tribuni che non poteva radunare l'esercito senza il loro consenso, Quinzio ribatté:
(Tito Livio, Ab Urbe condita libri, III, 20., Newton & Compton, Roma, 1975, trad.: G.D. Mazzocato)
Questa convocazione toglieva un'arma potente dalle mani dei tribuni della plebe. Il popolo convocato in armi per deliberare al di fuori del pomerio costituiva i cosiddetti "comizi centuriati", un'assemblea legislativa militare con il potere di abrogare quanto in città, all'interno del pomerio, veniva deciso dal potere politico civile. I maneggi dei tribuni della plebe, che in quel periodo stavano cercando di far approvare la Lex Terentilia, si sarebbero scontrati con le decisioni prese da cittadini forzati a votare in modo non libero in quanto costretti da giuramento a seguire le leggi militari, a tutto vantaggio del patriziato che avversava l'approvazione di tale legge.
Cincinnato "si rimise alla volontà del Senato" (cioè della "sua" parte politica) e il senato sentenziò che la legge non doveva essere votata (cosa che interessava al patriziato), ma che l'esercito non doveva essere convocato. In più i magistrati e i tribuni della plebe non avrebbero più potuto essere rieletti. I consoli non ripresentarono la candidatura, ma i tribuni della plebe si ripresentarono, fra le proteste dei patrizi che volevano rieleggere Cincinnato. Fu lui stesso a rifiutare con un discorso che riportava i senatori al rispetto delle decisioni prese, in contrapposizione alla malafede della plebe. Furono eletti consoli Quinto Fabio Vibulano per la terza volta e Lucio Cornelio Maluginense Uritino; Cincinnato ritornò alle sue rurali occupazioni assieme alla moglie Racilia, ma successivamente Roma ebbe ancora bisogno di lui.

## La prima dittatura

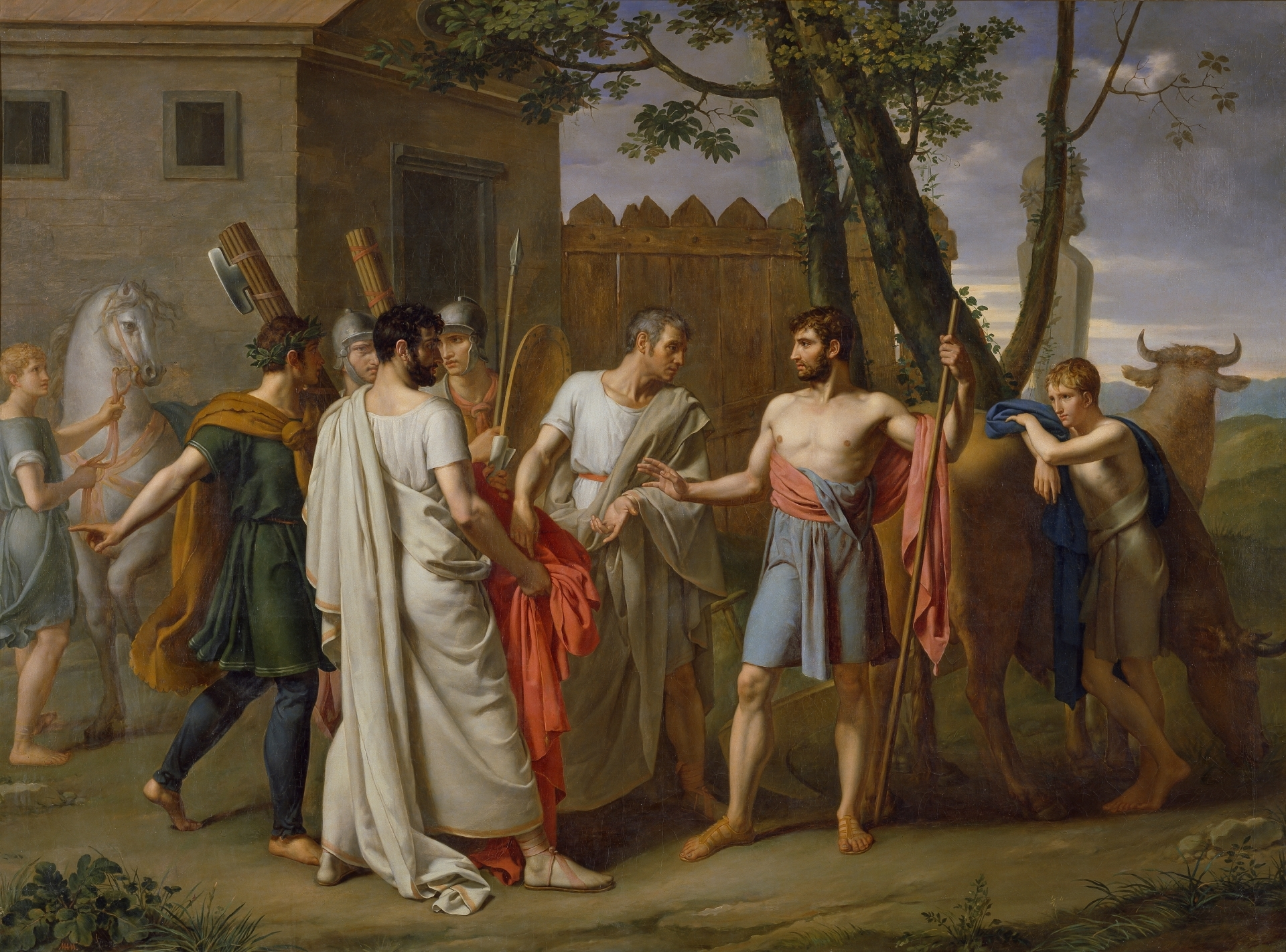
Cincinnato abbandona l'aratro per essere eletto dittatore e combattere per Roma. Juan Antonio Ribera (1806).

Nel 458 a.C. il console Lucio Minucio Esquilino Augurino era rimasto assediato all'interno del suo accampamento durante le operazioni di guerra che i romani avevano portato agli Equi. Nemmeno l'altro console, Gaio Nauzio Rutilo, che pur stava vincendo contro i Sabini, sembrava in grado di fronteggiare la situazione. Nei momenti di grave crisi Roma eleggeva un dittatore con pieni poteri: per unanime consenso fu deciso di eleggere Cincinnato.
È questo il famoso episodio, raccontato da Livio e altri storici, dei senatori che si recano ai Prata Quinctia dove trovano Cincinnato che sta lavorando manualmente la terra e lo pregano di indossare la toga per ascoltare quanto stanno per dire. Racilia viene inviata alla capanna per recare l'indumento, Cincinnato si deterge il sudore, si riveste e i senatori lo pregano di accettare la dittatura.
Cincinnato accettò e ritornò a Roma attraversando il Tevere su una barca "noleggiata a spese dello Stato". Cincinnato, che nel frattempo era stato erudito sulla situazione militare, viene accolto dai tre figli, parenti, amici e, Livio dice, "dalla maggior parte dei senatori".
Sempre secondo il racconto di Livio il neo dittatore preceduto dai littori fu "scortato a casa" dalla folla degli amici.
(Tito Livio, Ab Urbe condita libri, III, 26., Newton & Compton, Roma, 1975, trad.: G.D. Mazzocato)
Il giorno seguente in poche ore radunò l'esercito e lo condusse con marcia forzata al soccorso dei concittadini assediati nel loro stesso accampamento. Quella stessa notte iniziò la battaglia del Monte Algido che vide gli Equi completamente, anche se non definitivamente, sconfitti.
Lo stesso episodio riassunto da Eutropio mostra Cincinnato come un povero agricoltore senza spiegare i motivi della sua situazione finanziaria:
(Eutropio, Breviarium ab Urbe condita lib. I,17)
Cincinnato, una volta liberato l'esercito che era assediato, distribuì il bottino e le punizioni ai soldati e al console incapaci. Il bottino andò ai suoi soldati, Lucio Minucio depose la carica di console e rimase in armi al comando di Quinzio, mentre ai soldati soccorsi non toccò nulla avendo rischiato di essere loro stessi preda. Questo - secondo Livio - non creò malumori, tanto che a Lucio Quinzio venne donata una corona d'oro da una libbra.
Sempre Tito Livio attribuisce ai "tempi" questo comportamento. 
La carica di dittatore poteva durare fino a sei mesi e nessun'altra magistratura o assemblea aveva i poteri di far decadere il dittatore; Cincinnato, celebrato il trionfo, dopo soli sedici giorni, depose la dittatura e tornò privato cittadino. La "rapida" restituzione della sua autorità assoluta con la conclusione della crisi viene citata spesso come esempio di buona direzione, di servizio al buon pubblico e di virtù e di modestia. 
(Tito Livio, Ab Urbe condita libri, III, 29., Newton & Compton, Roma, 1975, trad.: G.D. Mazzocato)

## Nella politica dell'Urbe
Cincinnato ritornò alla sua vita rurale e uscì fuori dall'agone politico, ma non del tutto; nel 450 a.C. Lucio Quinzio e il fratello Tito si scontrano contro il Decemviro Appio Claudio, il quale, secondo Tito Livio:
(Tito Livio, Ab Urbe condita libri, III, 35., Newton & Compton, Roma, 1975, trad.: G.D. Mazzocato)
Nel 445 a.C., cinque anni dopo la liberazione di Roma dal governo dei Decemviri, Gaio Canuleio presentò la sua legge per abrogare il divieto di matrimonio fra patrizi e plebei, imposto proprio dai Decemviri con le Leggi delle XII tavole: la famosa Lex Canuleia. Quando alla fine venne approvata, i patrizi si divisero sulla soluzione del problema arrivando perfino, con Gaio Claudio (zio dell'Appio Claudio il Decemviro), a ipotizzare l'azione armata dei consoli contro i Tribuni della plebe che erano, fin dalla loro creazione, dichiarati sacrosancti, cioè intoccabili e protetti dagli dèi. I due Quinzi Tito Capitolino Barbato e Lucio Cincinnato si opposero al sacrilegio. Quindi Cincinnato, a circa 75 anni, non aveva ancora abbandonato la politica attiva.

## La seconda dittatura
Nel 439 a.C., su indicazione del fratello Tito Capitolino Barbato al suo sesto consolato, viene eletto dittatore per la seconda volta. Il presunto tentativo di Spurio Melio di farsi nominare "re" (titolo aborrito dai romani dopo la caduta dei Tarquini) richiedeva un magistrato con le mani più libere e poteri più ampi dei consoli. La nomina di Lucio Quinzio con la successiva scelta di questi di nominare Gaio Servilio Strutto Ahala magister equitum permetteva l'eliminazione del presunto "golpista" senza intaccare la figura pubblica del console e senza uscire dal dettato costituzionale.
Gaio Servilio, inviato dal dittatore a condurre Melio al processo, lo uccide durante il tentativo di fuga dell'imputato e il patriziato romano viene liberato da un pericolo. A quanto riporta Tito Livio il dittatore, alla notizia dell'uccisione esclamò:
(Tito Livio, Ab Urbe condita libri, IV, 14., Newton & Compton, Roma, 1975, trad.: G.D. Mazzocato)
Cincinnato spiegò poi al popolo riunito che l'azione era legittima:
(Tito Livio, Ab Urbe condita libri, IV, 15., Newton & Compton, Roma, 1975, trad.: G.D. Mazzocato)
Indubitabilmente l'obbedienza al dittatore dei romani doveva essere "pronta e assoluta". Questa dittatura, però, e questa decisione provocarono moti e tumulti della plebe e favorì la sempre più utilizzata elezione di Tribuni consolari al posto dei consoli veri e propri, favorì l'incremento del potere della plebe impegnata nel conflitto degli ordini con il patriziato e la parificazione dei diritti della plebe nell'accesso alla più alta magistratura dell'Urbe.

## Fortuna di Cincinnato nella storia della cultura
- Dante Alighieri cita Cincinnato nel Paradiso:

(Dante Alighieri, Divina Commedia, Paradiso VI, 46-47)
(Dante Alighieri, Divina Commedia, Paradiso XV, 127-129)
- Francesco Petrarca dedica a Cincinnato una delle biografie del suo De viris illustribus ponendolo, assieme a Manio Curio Dentato, Gaio Fabricio Luscino e Marco Atilio Regolo fra gli exempla di dedizione alla patria.